# Territory (TV-serie)
Territory är en australisk äventyrs- och dramaserie vars första säsong hade premiär på strömningstjänsten Netflix den 24 oktober 2024. Första säsongen som består av sex avsnitt är skapad av Ben Davies och Timothy Lee som även skrivit seriens manus.

## Handling
Serien kretsar kring kampen om vem ska ta över världens största boskapsfarm som står utan uppenbar arvtagare.

## Rollista (i urval)
- Anna Torv – Emily Lawson
- Michael Dorman – Graham Lawson
- Robert Taylor – Colin Lawson
- Sam Corlett – Marshall Lawson
- Sara Wiseman – Sandra Kirby
- Dan Wyllie – Hank Hodge
- Clarence Ryan – Nolan Brannock
- Jay Ryan – Campbell Miller
- Philippa Northeast – Susie Lawson
- Joe Klocek – Lachie Kirby
- Tuuli Narkle – Keeley Redford
- Tyler Spencer – Dezi